# Michael Hayböck
Michael Hayböck (n. 5 martie 1991, Linz, Austria) este un săritor cu schiurile ce a reprezentat Austria, medaliat olimpic. A participat la 2 ediții ale Jocurilor Olimpice (2014, 2018) în care a câștigat o medalie de argint.